# Leisha Medina
Leisha Medina Torrealba (Caracas, Venezuela, 13 de noviembre de 1986) es una actriz de doblaje, cantante y locutora venezolana. Es conocida por ser la voz en Hispanoamérica de diversos personajes como Dora Márquez en Dora, la exploradora y su reinicio, Jenny Wakeman en La robot adolescente, Steven Universe en la serie animada del mismo nombre y Starfire en ¡Los Jóvenes Titanes en acción!.

## Filmografía

### Anime
- Burst Angel - Amy
- XxxHOLiC - Zashiki Warashi
- Humanoid Monster Bem - Kira Hinata
- Pita Ten - Kaoru Mitarai
- Hack//SIGN - A20
- Hell Girl - Tsugumi Shibata
- I'm Gonna Be An Angel! - Noeru
- Beyblade - Mariah
- Steel Angel Kurumi - Steel Angel Tsunami
- Steel Angel Kurumi Encore - Steel Angel Tsunami
- R.O.D. the TV - Nancy Makuhari
- Fullmetal Alchemist: Brotherhood:
  - Lan Fan
  - Nina Tucker

### Series animadas
Hynden Walch
- Winx Club: Enchantix - Amore
- Winx Club: La magia del Believix - Amore
- Winx Club (miniserie) - Amore

Larisa Oleynik
- Winx Club (miniserie) - Icy
- Winx Club: Más allá de los límites - Icy
- Winx Club: Bloomix - Icy

Otros
- Steven Universe:
  - Steven Cuarzo Universe (Temporada 1 - 5) (Zach Callison)
  - Diamante Azul (Lisa Hannigan)
  - Cebolla
- Los Jóvenes Titanes en acción - Starfire (Hynden Walch)
- Drama Total presenta: Carrera alucinante - Sanders
- Winx Club:
  - Amore
  - Icy (desde 5ª temp.)
  - Macy
  - Desiryee
  - Aurora
  - Trista (Episodio 56)
  - Chica que pelea (Episodio 88)
  - Hada rústica
- Drama Total: La venganza de la isla - Dawn
- La robot adolescente - XJ9/Jenny Wakeman
- Go, Diego, Go! - Dora
- Dora, la exploradora - Dora (Fátima Ptacek)
- Legión de Superhéroes - Chica Fantasma (Phantom Girl)
- Liga de la Justicia - Harley Quinn
- Frutillita: Aventuras en Tutti Frutti - Morita
- Milly y Molly - Molly
- Pop Pixie - Amore
- Oh Yeah! Cartoons - XJ9/Jenny Wakeman
- Justicia Joven:
  - Dra. Serling Roquette (Tara Strong)
  - Rocket
- Redakai: conquista el Kairu:
  - Diara
  - Voces adicionales
- Max y Ruby:
  - Louisse
  - Max (primer doblaje)
- Peppa - Peppa (doblaje venezolano)
- La colmena feliz - Buzzbee
- Bob Esponja - Voces adicionales)
- Universitarios - Voces adicionales
- Martha habla - Alicia
- Sanjay y Craig - Belle Pepper
- The Batman - Barbara Gordon / Oráculo
- Batman, el valiente:
  - Vicki Vale
  - Carol Ferris/Zafiro Estrella
  - Jan
- Hombres X: Evolución - X-23
- Clarence - Dustin
- Joe & Jack - Joe
- Hermano de Jorel - Lara
- Shimmer & Shine - Shimmer
- Las aventuras de Alicia y sus amigos - Natalia Castro (orig. Natasha Belaya)
- Save-Ums! - Foo (Temp. 1, un episodio)
- Save-Ums! - Tina (Temp. 1)

### Películas animadas
- Club Winx: El secreto del reino perdido:
  - Amore
  - Icy
- Barbie Fairytopia: La Magia del Arco Iris - Shimmer
- Barbie en las 12 princesas bailarinas - Edeliane / Lacey
- Barbie en Un Cuento de Navidad - Ann/Nan
- Los Thornberrys: La película - Jane
- Barbie y la magia de Pegaso - Lila
- Rosita Fresita: El cielo es el límite - Morita
- Club Winx: El secreto del reino perdido - Guardiana de Sky
- Batman: Año uno - Vicki Vale
- Liga de la Justicia: Guerra - Hannah Grace, Freddy Freeman
- Batman: Ataque a Arkham - Harley Quinn